# Georges Rouget
Pour les articles homonymes, voir Rouget.
Georges Rouget, né à Paris le 26 août 1783 et mort dans la même ville le 9 avril 1869, est un peintre français néo-classique.

## Biographie
Élève de Jacques-Louis David, après des études aux Beaux-Arts de Paris, Georges Rouget entre dans l'atelier du maître en 1797 et devient rapidement son disciple de prédilection. Rouget commence sa carrière professionnelle comme assistant principal de David jusqu'à l'exil de celui-ci à Bruxelles. 
Lauréat du deuxième grand prix de Rome en 1803, il échoue trois fois sans obtenir le premier grand prix.
Il épouse Antoinette Amica Botot à Claye en août 1825.
Il fera toute sa carrière en réalisant, pour les différents régimes qu'il sert, des tableaux relatant les grandes heures de l'histoire de France. Plusieurs de ses toiles sont conservées au musée de l'Histoire de France du château de Versailles inauguré par Louis-Philippe en 1837.
Il meurt le 9 avril 1869 à son domicile de la rue du Marché-Saint-Honoré à Paris, ville où il est inhumé au cimetière du Père-Lachaise (61e division).

## Œuvres

### Collaborations pour Jacques-Louis David
- Bonaparte franchissant le Grand-Saint-Bernard, 1801, Rueil-Malmaison, château de Malmaison.
- Le Sacre de Napoléon, dont il fait une copie signée par David.
- Léonidas aux Thermopyles, 1814, Paris, musée du Louvre.

### Œuvres originales
- Mariage de Napoléon Ier et de Marie-Louise, 2 avril 1810, 1810, Versailles, musée de l'Histoire de France[3].
- Saint Louis médiateur entre le roi d'Angleterre et ses barons (23 janvier 1264), 1820, Versailles, musée de l'Histoire de France.

Œuvres de Georges Rouget
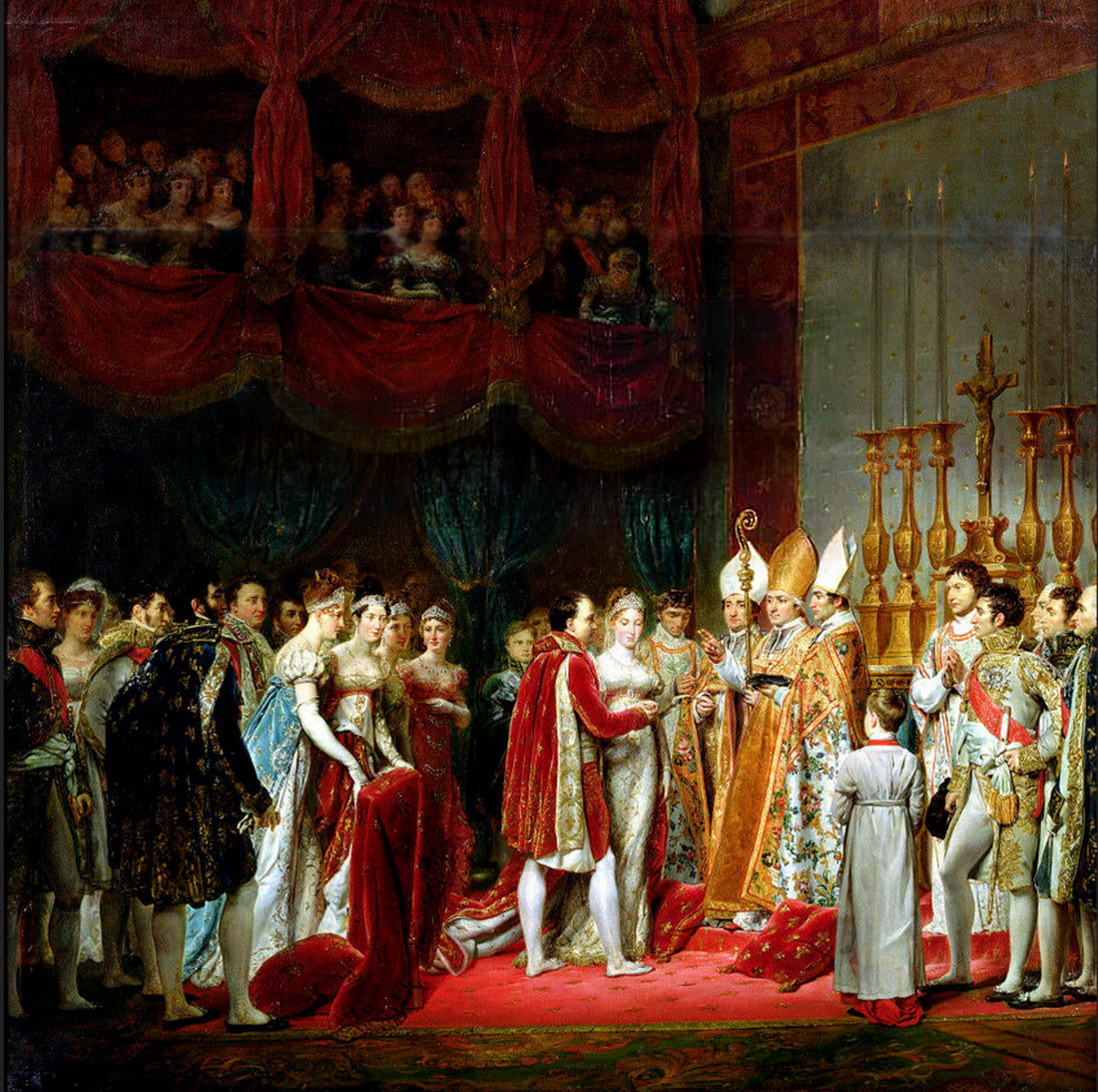
Mariage de Napoléon Ier et de Marie-Louise, 2 avril 1810 (1810), Versailles, musée de l'Histoire de France.
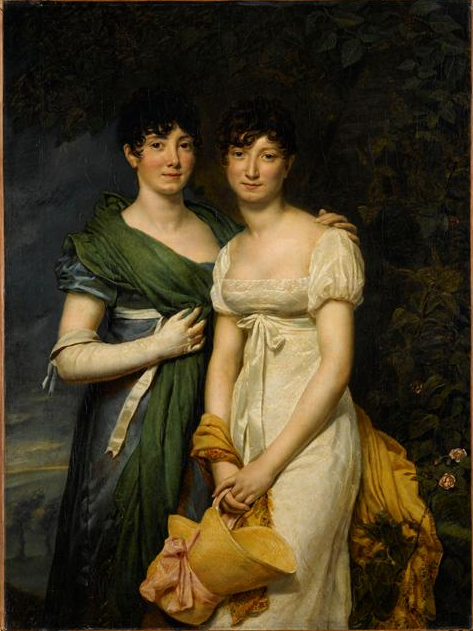
Françoise-Élisabeth and Gaspard-Pauline Mollien (1811), Paris, musée du Louvre.
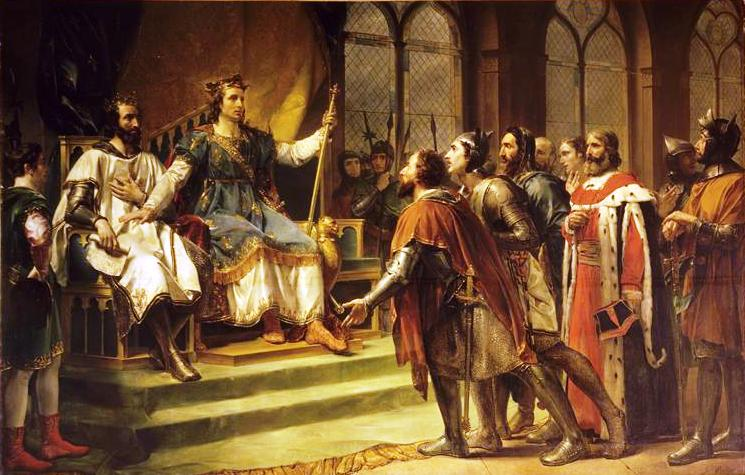
Saint Louis médiateur entre le roi d'Angleterre et ses barons (23 janvier 1264) (1820), Versailles, musée de l'Histoire de France.

### Publications
- Notice sur Abel de Pujol, peintre d'histoire…, Valenciennes, Impr. E. Prignet, 1861[4].